# مونته‌کاتینی وال دی چچینا
مونته‌کاتینی وال دی چچینا (به ایتالیایی: Montecatini Val di Cecina) یک کومونه در ایتالیا است که در استان پیزا واقع شده‌است. مونته‌کاتینی وال دی چچینا ۱۵۵٫۱۹ کیلومترمربع مساحت و ۱٬۷۶۸ نفر جمعیت دارد و ۴۱۶ متر بالاتر از سطح دریا واقع شده.